# 谭泽勇
谭泽勇（1973年4月—），湖南麻阳人，苗族，中国共产党党员。中华人民共和国政治人物、第十三届全国人民代表大会湖南地区代表。

## 生平
2018年2月24日，当选为第十三届全国人大代表。